# Incertae sedis
De Latijnse term incertae sedis wordt in de taxonomie gebruikt om aan te geven dat een taxon (zoals soort, genus, familie) niet te plaatsen valt in de classificatie. 
Het gaat dan om het taxonomische oordeel van de auteur(s) van de betreffende publicatie: andere auteurs kunnen van oordeel zijn dat het betreffende taxon wel te plaatsen is.
Een typisch gebruik van de term is als een taxon niet te plaatsen valt binnen het eersthogere taxon in rang, maar doorgaans wel in een groep van nog hogere rang. Zo kan van een bepaald geslacht moeilijk te bepalen zijn in welke familie het thuishoort, terwijl het toch met vrij grote zekerheid in een orde te plaatsen is. In een overzicht van de orde wordt dan naast de lijst van families onder een hoofdje incertae sedis ook het geslacht genoemd.
De letterlijke vertaling van de term is "van onzekere zetel".